# Tình cha mẹ
Tình cha mẹ là phim tình cảm gia đình đạo diễn bởi Khổng Sanh, biên kịch Lưu Tĩnh, với Quách Đào, Mai Đình, Lưu Lâm và Nhậm Suất đóng vai chính. Phim phát sóng vào ngày 2 tháng 2 năm 2014 trên CCTV1. Tại Việt Nam, phim được phát sóng trên VTV3 lúc 11:20 trưa các ngày từ thứ 2 đến thứ 6, bắt đầu từ ngày 23 tháng 12 năm 2022 và kết thúc vào ngày 17 tháng 3 năm 2023, với thời lượng 35 phút/tập.

## Nội dung
Tại khu quân sự hải quân ở Thanh Đảo, hiệu trưởng trường pháo binh hải quân và vợ Dương của ông muốn mai mối cho sĩ quan, cả hai đều quyết tâm giải quyết vấn đề hôn nhân cá nhân cho các nhân viên lớn tuổi. Sĩ quan hải quân Giang Đức Phúc là trọng trách nặng nề đối với hiệu trưởng của nhóm. Dưới sự giới thiệu của một vài linh mục, Giang Đức Phúc gặp An Kiệt trẻ và xinh đẹp tại tiệc khiêu vũ và có tình yêu nhiệt tình với cô ấy .

## Diễn viên
| Diễn viên           | Vai                          | Mô tả | Ghi chú |
| ------------------- | ---------------------------- | --- | ------- |
| Quách Đào           | Giang Đức Phúc               | sĩ quan hải quân, việc theo đuổi phong cách của Giang Đức Phúc không phải là để chống lại sự kiêu ngạo của kiêu ngạo. |         |
| Mai Đình            | An Kiệt                      | hoa hậu thủ đô, tình yêu mà An Kiệt hình dung, là một người đàn ông đẹp trai, cao lớn, mặc bộ đồ màu trắng và cà vạt màu đỏ, nhìn cô ấy dưới ánh trăng, nói: Tiểu thư An, anh yêu em. |         |
| Lưu Lâm             | Giang Đức Hoa                | em gái Giang Đức Phúc, vợ hai lão Đình, trong cuộc sống của cô, cô cống hiến mình cho hai điều. Một là An Kiệt, và một là lão Đình. May mắn thay, điều đó cũng góp phần rất nhiều, và tất cả sự bận rộn cuối cùng đã được công nhận. |         |
| Nhậm Suất           | lão Đinh                     | đồng đội của Giang Đức Phúc, lãnh đạo nhóm Đinh Tể. Ước mơ của lão Đình khi còn trẻ là tìm một người vợ có văn hóa, có thể nói chuyện với anh ấy về thiên đường và nói về những điều trong sách. Điều ước này đã nhiều lần thất bại, vì vậy sự khinh thường của anh đối với cuộc hôn nhân của Giang Đức Phúc, dường như khá tội lỗi.                         |         |
| Lưu Thiên Trì       | Vương Tú Nga                 | vợ của lão Đinh |         |
| Lưu Dịch Quân       | Âu Dương Ý                   | anh rễ An Kiệt, người trí thức đang tiên phong và theo kịp xu hướng của thời đại đang có mối quan hệ với tư lệnh hải quân, Giang Đức Phúc. Sống với Giang Dức Phúc, do tính cách rất khác nhau, hai người phải có sự va chạm, nhưng khi thời gian trôi qua, quan niệm dần dần thay đổi, từ sự khinh miệt ban đầu, đến cuối cùng hai người trở thành bạn già. | [ 2 ]   |
| Trương Diên         | An Hân                       | chị gái An Kiệt |         |
| Quách Nghiễm Bình   | An Thái                      | anh An Kiệt. bởi vì bố mẹ anh qua đời sớm, vì anh là một người anh cả, anh là người đứng đầu gia đình ở quê nhà, và anh cũng lo lắng cho em gái mình là An Kiệt và An Hân. | [ 2 ]   |
| Vương Tinh Hoa      | An Thê                       | chị dâu An Kiệt, vợ An Thái. | [ 2 ]   |
| Dương Lập Tân       | hiệu trưởng Tùng             | hiệu trưởng trường pháo binh hải quân |         |
| Na Nhân Hoa         | thư ký Dương                 | vợ hiệu trưởng Tùng |         |
| Lưu Mẫn Đào         | Cát Mĩ Hà                    | giáo viên tiểu học đạo Tùng Sơn, vợ hai Vương Chấn Bưu |         |
| Vương Vĩnh Tuyền    | Vương Chấn Bưu               | |         |
| Triệu Thiên Tử      | Trương Quế Anh               | vợ Vương Chấn Bưu, mẹ Vương Hải Dương |         |
| Tất Ngạn Quân       | Chính úy địa phương          | |         |
| Trương Lục          | Giang Vệ Quốc                | con trai cả của Giang Đức Phúc |         |
| Thôi Minh Hạo       | Giang Vệ Quốc (thiếu niên)   | |         |
| Dương Ti Thần       | Giang Vệ Quốc (nhi đồng)     | |         |
| Liễu Minh Minh      | Giang Vệ Đông (trưởng thành) | con trai thứ của Giang Đức Phúc |         |
| Thạch Vân Bằng      | Giang Vệ Đông (thiếu niên)   | |         |
| Trương Linh Tâm     | Giang Á Phi (thanh niên)     | con gái thứ 4 của Giang Đức Phúc |         |
| Hoàng Thi Giai      | Giang Á Phi (thiếu niên)     | |         |
| Trương Kiều Kiều    | Giang Á Phi (nhi đồng)       | |         |
| Bành Tĩnh           | Giang Á Ninh                 | con gái thứ 2 của Giang Đức Phúc |         |
| Trương Nhạc Hạo Mân | Giang Á Ninh (thiếu niên)    | |         |
| Trần Nhã Thiến      | Giang Á Ninh (nhi đồng)      | |         |
| Triệu Nhất Long     | Giang Vệ Dân (trưởng thành)  | con trai thứ 3 của Giang Đức Phúc, với A Phi là anh em sinh đôi |         |
| Lý Kim Giang        | Giang Vệ Dân (thiếu niên)    | |         |
| Trương Sâm          | Giang Vệ Dân (nhi đồng)      | |         |
| Lý Siêu             | Vương Hải Dương              | con trai Vương chính ủy, kết quả cuộc tình với Á Phi |         |
| Quách Bằng          | Vương Hải Dương (thiếu niên) | |         |
| Vương Hoành         | Giang Xương Nghĩa            | con trai thứ hai của Giang Dức Phúc, giả làm con của riêng Giang Dức Phúc |         |
| Trương Hân Kỳ       | Âu Dương An Nhiên            | con gái sinh đôi của Âu Dương Ý và An Hân |         |
| Trương Hân Dao      | Âu Dương An Nặc              | con gái sinh đôi của Âu Dương Ý và An Hân |         |
| Giả Diên Bằng       | Mạnh Thiên Trụ               | chồng Giang Á Ninh |         |
| Liễu Oánh           | Hừa Hồng                     | vợ Giang Vệ Dân |         |
| Chiến Hạc Văn       | Trịnh Tiểu Đan               | vợ Giang Vệ Đông |         |
| Trần Húc            | Bạch Hồng Mai                | Bạn gái Giang Vệ Quốc |         |
| Hoàng Hải           | Hạ lão sư                    | Họa sĩ |         |
| Trương Cửu Muội     | Tôn Ma                       | Người giúp việc của An Gia |         |
| Lâm Lâm             | Vu Đại Quang                 | |         |
| Lữ Thiên Dương      | Đinh Tứ Dạng (thiếu niên)    | con gái thứ 4 của lão Đinh |         |
| Hàn Đan Đồng        | Đinh Tiểu Dạng               | con gái Giang Đức Hoa và lão Đinh |         |
| Dương Tâm Nghi      | Đinh Tiểu Dạng (thiếu niên)  | |         |
| Lý Tiểu Xuyên       | Đinh Tam Dạng                | con trai thứ 3 của lão Đinh |         |
| Lưu Lăng Chí        | Đinh Tứ Dạng                 | con trai thứ 4 của lão Đinh |         |
| Dương Hiểu Đang     | Vương Yến Phượng             | cháu gái Nhị Đại Nương |         |
| Quan Hiểu Đồng      | An Di                        | con gái An Thái |         |

## Nhân viên đoàn làm phim
Xuất phẩm: Tào Hoa Ích, Vương Tử Văn
Nhà sản xuất: Hầu Hồng Lượng
Giám đốc sản xuất: Vương Hàn Bình, Tấn Lượng

## Nhạc phim
| Tên           | Lời       | Soạn nhạc | Ca sĩ     | Ghi chú     |
| ------------- | --------- | --------- | --------- | ----------- |
| Ái tình cố sự | Lưu Khiếu | Lưu Khiếu | Lưu Khiếu | Nhạc chủ đề |

## Hậu trường
1. Lần đầu tiên Quách Đào và Mai Đình diễn cặp đôi trong một bộ phim [5].
2. Quách Đào đã đến đài phát thanh để trình diễn "Á tình cố sự", và ngay lập tức đưa nó cho chủ nhân của bộ phim "Tình cha mẹ", mọi người đều nghĩ rằng bài hát này phù hợp với nội dung cốt truyện, và ngay lập tức khẳng định đây là bài hát chủ đề của bộ phim [6].

## Lịch phát sóng
| Kênh                           | Ngày phát sóng       | Thời gian | Ghi chú        |
| ------------------------------ | -------------------- | --- | -------------- |
| CCTV1                          | 2 tháng 2 năm 2014   | 20:06 mỗi ngày, 2 tập | giờ vàng       |
| Truyền hình vệ tinh Thiên Tân  | 23 tháng 3 năm 2014  | Ba tập phim mỗi ngày lúc 19:35, hai tập vào thứ bảy và chủ nhật                                                                        | giờ vàng       |
| Truyền hình vệ tinh Hà Nam     | 2 tháng 4 năm 2014   | Ba tập mỗi ngày lúc 19:30, 21:00 vào chủ nhật                                                                                          | giờ vàng       |
| BTV1                           | 5 tháng 4 năm 2014   | Ba tập 19: 3 mỗi ngày | giờ chất lượng |
| Truyền hình vệ tinh Quảng Tây  | 16 tháng 5 năm 2014  | Ba tập phát sóng hàng ngày vào lúc 19:33                                                                                               | giờ đẹp        |
| Truyền hình vệ tinh Hồ Bắc     | 17 tháng 5 năm 2014  | Ba tập mỗi thứ Hai đến thứ Sáu lúc 08:55 và bốn tập mỗi Thứ Bảy đến Chủ nhật lúc 08:20. Phát sóng trong ngày phát sóng ngoại trừ 10:43 | buổi sáng      |
| Truyền hình vệ tinh Ninh Hạ    | 31 tháng 7 năm 2014  | 19:38 mỗi ngày | giờ vàng       |
| Truyền hình vệ tinh Quảng Đông | 27 tháng 2 năm 2015  | 4:08 mỗi ngày, 08:25 (trừ 10:45 trong ngày phát sóng, trừ cuối tuần)                                                                   | buổi sáng      |
| VTV3                           | 23 tháng 12 năm 2022 | 11:20 từ thứ 2 đến thứ 6 | buổi trưa      |

## Rating
| Ngày                | Tập | Rating           | Lượt chia sẻ     | Rating | Lượt chia sẻ |
| ------------------- | --- | ---------------- | ---------------- | ------ | ------------ |
|                     |     | Rating toàn quốc | Rating toàn quốc | CSM48  | CSM48        |
| 2 tháng 2 năm 2014  | 1   | 1.340            | 3.79             | 1.580  | 4.12         |
| 2 tháng 2 năm 2014  | 2   | 1.480            | 4.43             | 1.820  | 4.64         |
| 3 tháng 2 năm 2014  | 3   | 1.520            | 4.16             | 1.770  | 4.14         |
| 3 tháng 2 năm 2014  | 4   | 1.580            | 4.60             | 1.89   | 4.95         |
| 4 tháng 2 năm 2014  | 5   | 1.690            | 4.43             | 1.92   | 5.09         |
| 4 tháng 2 năm 2014  | 6   | 1.610            | 4.58             | 1.96   | 5.25         |
| 5 tháng 2 năm 2014  | 7   | 1.730            | 4.52             | 2.010  | 5.07         |
| 5 tháng 2 năm 2014  | 8   | 1.810            | 5.09             | 2.440  | 5.56         |
| 6 tháng 2 năm 2014  | 9   | 2.060            | 5.14             | 2.320  | 5.83         |
| 6 tháng 2 năm 2014  | 10  | 2.130            | 5.77             | 2.320  | 6.28         |
| 7 tháng 2 năm 2014  | 11  | 2.130            | 5.23             | 2.290  | 5.18         |
| 7 tháng 2 năm 2014  | 12  | 2.310            | 6.33             | 2.540  | 6.27         |
| 17 tháng 2 năm 2014 | 13  | 1.902            | 4.751            | 2.092  | 5.685        |
| 17 tháng 2 năm 2014 | 14  | 1.902            | 4.751            | 2.092  | 5.685        |
| 18 tháng 2 năm 2014 | 15  | 2.272            | 5.645            | 2.263  | 5.543        |
| 18 tháng 2 năm 2014 | 16  | 2.272            | 5.645            | 2.263  | 5.543        |
| 19 tháng 2 năm 2014 | 17  | 2.482            | 6.281            | 2.725  | 6.169        |
| 19 tháng 2 năm 2014 | 18  | 2.482            | 6.281            | 2.725  | 6.169        |
| 20 tháng 2 năm 2014 | 19  | 2.646            | 6.793            | 2.889  | 6.744        |
| 20 tháng 2 năm 2014 | 20  | 2.646            | 6.793            | 2.889  | 6.744        |
| 21 tháng 2 năm 2014 | 21  | 2.516            | 6.179            | 2.944  | 6.781        |
| 21 tháng 2 năm 2014 | 22  | 2.516            | 6.179            | 2.944  | 6.781        |
| 24 tháng 2 năm 2014 | 23  | 2.670            | 6.799            | 2.746  | 6.726        |
| 24 tháng 2 năm 2014 | 24  | 2.670            | 6.799            | 2.746  | 6.726        |
| 25 tháng 2 năm 2014 | 25  | 2.678            | 6.786            | 2.774  | 6.768        |
| 25 tháng 2 năm 2014 | 26  | 2.678            | 6.786            | 2.774  | 6.768        |
| 26 tháng 2 năm 2014 | 27  | 2.694            | 6.603            | 2.964  | 6.603        |
| 26 tháng 2 năm 2014 | 28  | 2.694            | 6.603            | 2.964  | 6.603        |
| 27 tháng 2 năm 2014 | 29  | *                | *                | 3.183  | 7.831        |
| 27 tháng 2 năm 2014 | 30  | *                | *                | 3.183  | 7.831        |
| 28 tháng 2 năm 2014 | 31  | 3.043            | 7.470            | 3.022  | 7.0543       |
| 28 tháng 2 năm 2014 | 32  | 3.043            | 7.470            | 3.022  | 7.0543       |
| 3 tháng 3 năm 2014  | 33  | 2.987            | 7.761            | 2.954  | 7.799        |
| 3 tháng 3 năm 2014  | 34  | 2.987            | 7.761            | 2.954  | 7.799        |
| 4 tháng 3 năm 2014  | 35  | 3.110            | 7.923            | 3.065  | 7.933        |
| 4 tháng 3 năm 2014  | 36  | 3.110            | 7.923            | 3.065  | 7.933        |
| 5 tháng 3 năm 2014  | 37  | 3.158            | 8.086            | 3.113  | 8.119        |
| 5 tháng 3 năm 2014  | 38  | 3.158            | 8.086            | 3.113  | 8.119        |
| 6 tháng 3 năm 2014  | 39  | 3.236            | 8.518            | 3.199  | 8.521        |
| 6 tháng 3 năm 2014  | 40  | 3.236            | 8.518            | 3.199  | 8.521        |
| 7 tháng 3 năm 2014  | 41  | 3.116            | 7.893            | 3.091  | 7.897        |
| 7 tháng 3 năm 2014  | 42  | 3.116            | 7.893            | 3.091  | 7.897        |
| 8 tháng 3 năm 2014  | 43  | 3.237            | 8.351            | 3.213  | 8.415        |
| 8 tháng 3 năm 2014  | 44  | 3.237            | 8.351            | 3.213  | 8.415        |

## Giải thưởng
| Ngày                 | Lễ trao giải                                                              | Lễ trao giải                                                           | Người để cử     | Kết quả   | Ghi chú |
| -------------------- | ------------------------------------------------------------------------- | ---------------------------------------------------------------------- | --------------- | --------- | ------- |
| 2014                 | Giải thưởng Ngọc lan trắng liên hoan truyền hình Thượng Hải lần thứ 20    | Giải thưởng Ngọc lan trắng liên hoan truyền hình Thượng Hải lần thứ 20 | Khổng Sanh      | Đề cử     |         |
| 2014                 | Giải thưởng Ngọc lan trắng liên hoan truyền hình Thượng Hải lần thứ 20    | Giải thưởng Ngọc lan trắng liên hoan truyền hình Thượng Hải lần thứ 20 | Quách Đào       | Đề cử     |         |
| 2014                 | Giải thưởng Ngọc lan trắng liên hoan truyền hình Thượng Hải lần thứ 20    | Giải thưởng Ngọc lan trắng liên hoan truyền hình Thượng Hải lần thứ 20 | Mai Đình        | Đoạt giải |         |
| 2014                 | Giải thưởng Ngọc lan trắng liên hoan truyền hình Thượng Hải lần thứ 20    | Giải thưởng Ngọc lan trắng liên hoan truyền hình Thượng Hải lần thứ 20 | Lưu Tĩnh        | Đề cử     |         |
| 23 tháng 12 năm 2015 | Giải Phi thiên lần thứ 30 - Danh sách rút gọn                             |                                                                        |                 |           | [ 10 ]  |
| 2018                 | Liên hoan truyền hình Thượng Hải lần thứ 24 "Giải thưởng Bạch ngọc trắng" | Truyền bá toàn cầu                                                     | 《Tình cha mẹ》 | Đoạt giải | [ 11 ]  |